# Юрдсевер, Абдулвахаб
Абдулвахаб Юрдсевер Мамедзаде (азерб. Əbdülvahab Yurdsevər Məmmədzadə; 17 июля 1898 года, Баку — 7 октября 1976 года, Анкара) — азербайджанский политик, публицист, литературовед, один из активных участников национального движения в Азербайджане, заместитель председателя Мусаватского подполья и член азербайджанской эмиграции.

## Биография
Абдулвахаб Юрдсевер Мамедзаде родился 17 июля 1898 года в Баку. Его отец Зейналабдин женился дважды и Абдулвахаб рождён от второй жены, Джавахир. В 1911 году он вступил в гимназию имени Александра III, здесь он изучает русский язык, а в медресе арабский и персидский язык, а также обучался Корану. В 1916 году вступает в организацию «Məhəmmədiyyə» и начинает общественно-политическую деятельность. Об этом Юрдесевер писал: «Мой учитель Хамид Атаман. Он записал меня в студенческие сообщества и помог работать». Абдулвахаб Юрдесевер также сыграл роль в становлении Азербайджанской Демократической Республики. После её оккупации он вступил в ряды Мусаватского подполья, наряду с Мирзабалой Мамедзаде, Пири Мюрселзаде, Джафаром Джаббарлы, Кербелаи Вели Микаилзаде, начал вести борьбу против большевиков. Юрдесевер был назначен заместителем председателя партии.
Позже, правительство раскрывает место издательства и Абдулвахаба Юрдсевера арестовывают 15 июня 1923 года. Его отправляют в ссылку на Северный Кавказ на три года. В 1926 года он возвращается обратно, но его арестовывают на одиннадцать лет. Абдулвахаба отправляют в центральную Россию, некоторое время он остаётся в Москве, затем его перевозят в Ярославль, а оттуда в Саратов. в Саратове он делает себе фальшивый паспорт и отправляется в Ташкент. Некоторое время работает тут учителем, затем уезжает в Ашхабад, а оттуда в Иран. Абдулвахаб Юрдсевер направляется в Тегеран, где его назначают учителем немецкого языка в военной школе. Будучи в Иране он связывается с Мамед Эмином Расулзаде и тот просит Юрдесевера приехать к нему в Варшаву. В 1936 году он отправляется в Польшу, где участвует на октябрьском конгрессе партии Мусават. Абдулвахаб продолжает здесь свою борьбу вместе с Мамед Эмином. После оккупации Польши в 1939 году, Юрдсевер направляется в Турцию. Тут он вступает на работу в единой службе прессы и издательства. В этом ему сильно помогает знание арабского, персидского, русского, немецкого языков и частичное понимание французского, английского, польского. В это же время, чтобы окончить образование вступает в юридический факультет университета Анкары. Во время Второй мировой войны, в 1942 году направляется в Берлин для участия в переговорах с немцами вместе с Расулзаде. Эти переговоры не дают результатов, поэтому Мамед Эмин направляется в Румынию, а Абдулвахаб — обратно в Турцию.
После смерти Мамед Эмин Расулзаде, ответственность за партию Мусават возлагается Абдулвахаба Юрдсевера и на других азербайджанских эмигрантов. Долгое время он был редактором в газете «Азербайджан», где написал большое количество статей. В Турции также выпускается четыре книги Юрдсевера: «Жизнь Мирза Фатали Ахундзаде и драматические произведения» (1950), «Азербайджанская драматическая литература» (1951), «Место Сабира в азербайджанской литературе» (1951), «Творчество Видади и Вагифа в азербайджанской литературе» (1952). Абдулвахаб Юрдсевер Мамедзаде скончался 7 октября в Анкаре. Глава Азербайджанского культурного фонда Ахмед Караджа сообщает о его смерти в телеканал «TRT» и они делают новостные бюллетени для этого. Похороны Юрдсевера состоялись 9 октября в мечети Хаджи Байрама. В них участвовало множество представителей азербайджанской эмиграции, председатель Партии националистического движения Алпарслан Тюркеш, также члены других партий и фондов.